# Джон Сълстън
Джон Едуард Сълстън (на английски: John Edward Sulston) е английски биолог.
Роден е на 27 март 1942 година във Фълмър, Бъкингамшър, в семейството на англикански свещеник и учителка. През 1963 година получава бакалавърска степен по химия в Кеймбриджкия университет, където през 1966 година защитава докторат и след това продължава да работи. Изследванията му са главно в областта на генетиката. През 2002 година получава, заедно със Сидни Бренър и Робърт Хорвиц, Нобелова награда за физиология или медицина „за откритието, че клетките на финия кенорабдит (Caenorhabditis elegans) се делят и умират до точно определен брой, както и откриването на принципите на програмираната клетъчна смърт (апоптоза)“.
Джон Сълстън умира на 6 март 2018 година от рак на стомаха.